# Коржевское сельское поселение (Краснодарский край)

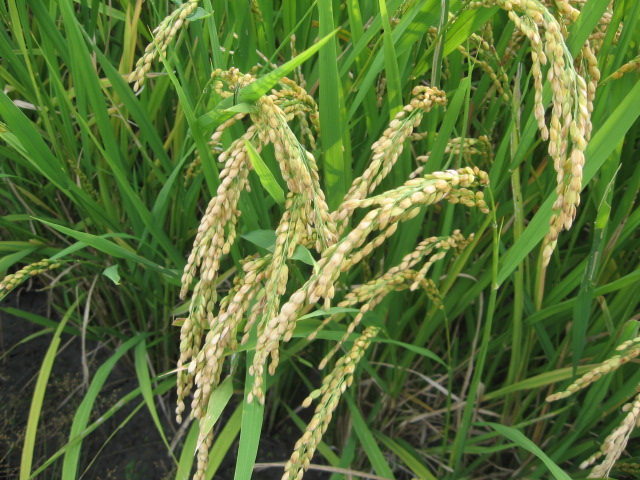
Выращивание риса в совхозе «Ордынский»

Коржевское сельское поселение — муниципальное образование в составе Славянского района Краснодарского края России. 
В рамках административно-территориального устройства Краснодарского края ему соответствует Коржевский сельский округ.
Административный центр — хутор Коржевский.

## География
География данного региона идеальна для выращивания риса. Идеально ровный рельеф, песчано-илистые почвы позволили создать здесь обширную рисовую систему с множеством рисовых чеков. Здешние рисовые поля всегда были главными поставщиками риса для России.

## Население
| 2010  | 2012  | 2013  | 2014  | 2015  | 2016  | 2017  |
| ----- | ----- | ----- | ----- | ----- | ----- | ----- |
| 3788  | ↗3807 | ↗3849 | ↗3862 | ↗3864 | ↘3823 | ↘3803 |
| 2018  | 2019  | 2020  | 2021  | 2023  |       |       |
| ↗3817 | ↗3853 | ↘3830 | ↘3731 | ↘3730 |       |       |

## Населённые пункты
В состав сельского поселения (сельского округа) входят 2 населённых пункта:
| № | Населённый пункт | Тип населённого пункта | Население (чел.) |
| - | ---------------- | ---------------------- | ---------------- |
| 1 | Коржевский       | хутор                  | ↘3583            |
| 2 | Шапарской        | хутор                  | ↗148             |